# Nordische Badmintonmeisterschaft 1980
Die Nordische Badmintonmeisterschaft 1980 fand vom 15. bis zum 16. November 1980 in Stockholm statt.

## Finalergebnisse
| Disziplin    | Sieger                      | Finalist                       | Ergebnis          |
| ------------ | --------------------------- | ------------------------------ | ----------------- |
| Herreneinzel | Morten Frost                | Thomas Kihlström               | 15-4, 15-7        |
| Dameneinzel  | Lene Køppen                 | Rikke von Sørensen             | 11-1, 11-5        |
| Herrendoppel | Morten Frost Steen Fladberg | Claes Nordin Lars Wengberg     | 3-15, 15-3, 15-11 |
| Damendoppel  | Lene Køppen Pia Nielsen     | Lena Axelsson Carina Andersson | 15–4, 15–4        |
| Mixed        | Steen Skovgaard Lene Køppen | Lars Wengberg Anette Börjesson | 15-6, 15-5        |